# Divizia 4 Infanterie „GEMINA”
Divizia 4 Infanterie „GEMINA” este o mare unitate de nivel tactic-operativ a Armatei României, fiind subordonată Statului Major al Forțelor Terestre. Unitatea este continuatoarea tradițiilor istorice și de luptă ale ale Armatei de Nord din Primul Război Mondial și ale Armatei 4 din Al Doilea Război Mondial. De-a lungul timpului a purtat mai multe denumiri:
- Armata de Nord - august-decembrie 1916;
- Corpul 6 Armată - 1921-1939;
- Armata 4 - 1939-1947;
- Regiunea 3 Militară - 1947-1960;
- Armata 3 - 1960-1979;
- Armata 4 - 1979-1990;
- Armata 4 „TRANSILVANIA” - 1990-2000;
- Corpul 4 Armată Teritorial „Mareșal CONSTANTIN PREZAN” - 2000-2008;

Din anul 2008, marea unitate are denumirea prezentă. Comandamentul diviziei este situat în municipiul Cluj-Napoca.

## Armata 4 (1979-1990)
- Brigada 1 Vânători de Munte -Bistrița;
- Brigada 5 Vânători de Munte -Alba Iulia;
- Brigada 37 Rachete Operativ-Tactice -Ineu;
- Regimentul 69 Artilerie -Tunuri Armată -Șimleu Silvaniei;
- UM 01336 Infanterie Zalau
```
 612 Artilerie Antitanc -Baia Mare;
```

- Regimentul 50 Mixt Rachete Antiaeriene -Cluj-Napoca;
- Regimentul 55 Transmisiuni -Cluj-Napoca;
- Regimentul 74 Transmisiuni -Târgu-Mureș;
- Regimentul 52 Geniu -Alba-Iulia;
- Regimentul 54 Geniu -Deva;
- DIVIZIA 6 TANCURI "HOREA, CLOȘCA ȘI CRIȘAN" -Târgu-Mureș
(3 Regimente de Tancuri, 1 Regiment Mecanizat, 1 Regiment de Artilerie, ș.a.);
- DIVIZIA 11 MECANIZATĂ "CAREI" -Oradea
(3 Regimente Mecanizate, 1 Regiment de Tancuri, 1 Regiment de Artilerie, ș.a.);
- DIVIZIA 81 MECANIZATĂ  "SOMEȘ" -Dej 
(3 Regimente Mecanizate, 1 Regiment de Tancuri, 1 Regiment de Artilerie, ș.a.);

## Armata 4 „TRANSILVANIA”
UM 01336 Infanterie Zalau

## Galeria comandanților
- ARMATA DE NORD
  - Mareșal Constantin Prezan (15.08 1916 – 09.11 1916)
  - General de corp de armată Constantin Christescu (10.11 1916 – 05.12 1916)
- COMANDAMENTUL TRUPELOR DIN TRANSILVANIA, ARMATA “TRANSILVANIA”
  - General de divizie Traian Moșoiu (11.12 1918 – 12.04 1919)
  - General de corp de armată Gheorghe Mărdărescu (12.04 1919 – 05.12 1919)
- COMANDAMENTUL TRUPELOR DE VEST
  - General de corp de armată  Arthur Văitoianu (21.04 - 30.06 1920)
  - General de divizie Nicolae Petala (01.07 - 30.09 1920)
  - General de corp de armată Arthur Văitoianu (01.10 1920 – 24.03 1921)
- CORPUL 6 ARMATĂ
  - General de divizie Nicolae Petala (24.03 1921 – 01.04 1924)
  - General de corp de armată Dănilă Papp (01.04 1924 – 01.04 1930)
  - General de divizie ALEXANDRU HANZU (01.04 1930 – 21.09 1931)
  - General de corp de armată IOAN PRODAN (21.09 1931 – 20.11 1934)
  - General de corp de armată DUMITRU MOTAS (20.11 1934 – 03.05 1935)
  - General de divizie GHEORGHE FLORESCU (03.05 1935 – 01.11 1937)
  - General de brigadă CHRISTEA VASILESCU (01.11 1937 – 23.03 1939)
- ARMATA 4
  - General de armată Ioan Ilcuș (19.09 – 22.09 1939)
  - General de armată Iosif Iacobici (23.09 – 27.10 1939)
  - General de corp de armată Constantin Ilasievici (28.10 1939 – 03.06 1940)
  - General de armată Nicolae Ciupercă (03.06.1940 – 09.09.1940)
  - General de armată Iosif Iacobici (09.09.1940 – 08.11.1941)
  - General de armată Constantin Constantinescu-Claps (08.11 1941 – 24.01 1944)
  - General de armată Ioan Mihail Racoviță (24.01 – 31.07 1944)
  - General de armată Gheorghe Avramescu (01.08– 23.08 1944)
  - General de corp de armată Ilie Șteflea (23.08 – 31.08 1944)
  - General de armată Gheorghe Avramescu (04.09 1944– 11.01 1945)
  - General de corp de armată Nicolae Dăscălescu (12.01 – 18.02 1945)
  - General de armată Gheorghe Avramescu (19.02 – 03.03 1945)
  - General de corp de armată Nicolae Dăscălescu (03.03 – 01.06 1945)
  - General de corp de armată GHEORGHE STAVRESCU (01.06 – 01.10 1945)
  - General de armată MIHAIL LASCĂR (01.10 1945 – 30.11 1946)
  - General de corp de armată GRIGORE NICOLAU (01.12 1946 – 22.03 1947)
  - General de corp de armată C-TIN VASILIU RASCANU (22.03 – 05.06 1947)
- REGIUNEA A III-A MILITARĂ
  - General de corp de armată ROMULUS DUMITRU (01.07 1947 – 02.05 1949)
  - General de corp de armată NICOLAE CAMBREA (02.05 – 25.11 1949)
  - General – maior MIHAIL VASILIU (25.11 1949 – 07.04 1952)
  - General de armată IACOB TECLU (01.05 1952 – 12.10 1955)
  - General de corp de armată ARHIP FLOCA (23.01 1955 – 02.10 1957)
  - General – locotenent ALEXANDRU VASILIU (02.10 1957 – 07.08 1959)
  - General – colonel STERIAN TÂRCA (07.08  1959 – 25.11 1964)
- ARMATA A III-A
  - General de corp de armată ION COMAN (25.11 1964 – 17.06 1965)
  - General de armată NICOLAE MILITARU ( 17.06 1965 – 08.07 1969)
  - General de armată VASILE MILEA ( 08.07 1969 – 07.06 1973)
  - General-colonel ION HORTOPAN ( 07.06 1973 – 28.06 1976)
  - General de corp de armată STELIAN POPESCU (09.12 1976 – 21.03 1979)
- ARMATA A IV –A
  - General de corp de armată dr. IULIAN TOPLICEANU ( 21.03 1979 – 07.02 1990)
- ARMATA A IV – A “TRANSILVANIA”
  - General de armata dr. PAUL CHELER (07.02 1990 – 05.10 1995)
  - General de corp de armată DORIN GHEORGHIU (08.10 1995 - 01.08 2000)
- CORPUL 4 ARMATĂ TERITORIAL  “TRANSILVANIA”
  - General de corp de armată  DORIN GHEORGHIU (01.08 2000 – 10.08 2001)
- CORPUL 4 ARMATĂ TERITORIAL  “Mareșal CONSTANTIN PREZAN”
  - General locotenent DORIN GHEORGHIU (10.08 2001 – 31.08 2001)
  - General locotenent ION CIOARĂ (01.09 2001 – 01.04 2003)
  - General locotenent NECULAI BĂHNĂREANU (01.05 2003 – 01.12 2004)
  - General maior IOAN CIUPEI (01.12 2004 – 12.12 2007)
  - General maior MIRCEA SAVU (12.12 2007 – 15.06 2008)
- DIVIZIA 4 INFANTERIE  “GEMINA”
  - General-maior MIRCEA SAVU (15.06 2008 –01.05.2010)
  - General-maior dr. NICOLAE N. ROMAN (01.05.2010 – 01.07.2010)
  - General de brigadă dr. Avram CĂTĂNICI (01.07.2010 – 07.01.2011)
  - General-maior dr. Dumitru SCARLAT (07.01.2011 – 10.01.2014)
  - General de brigadă dr. Adrian TONEA (10.01.2014 - 23.01.2015)
  - General-maior dr. Ioan MANCI (23.01.2015 - 28.02.2017)
  - General de brigadă dr. Virgil Ovidiu POP (01.03.2017 - prezent)